# Letni Puchar Świata w narciarstwie alpejskim kobiet 2012
Letni Puchar Świata w narciarstwie alpejskim kobiet będzie to kolejna edycja tej imprezy. Cykl ten rozpoczął się w Trieście (Włochy) 23 czerwca 2012 roku, a zakończy się 2 września 2012 roku w Rettenbach (Austria).

## Podium zawodów

### Indywidualnie
| Lp  | Data             | Miejsce               | Trasa | Konkurencja     | Zwyciężczyni       | 2. miejsce         | 3. miejsce         |
| 1.  | 23 czerwca 2012  | Cattinara/Trieste     |       | slalom          | Ilaria Sommavilla  | Ingrid Hirschhofer | Magdalena Kotyzova |
| 2.  | 24 czerwca 2012  | Cattinara/Trieste     |       | slalom          | Ilaria Sommavilla  | Ingrid Hirschhofer | Lisa Wusits        |
| 3.  | 30 czerwca 2012  | Marbachegg            |       | gigant          | Ingrid Hirschhofer | Anna Lena Portmann | Ilaria Sommavilla  |
| 4.  | 1 lipca 2012     | Marbachegg            |       | super gigant    | zawody odwołane    | zawody odwołane    | zawody odwołane    |
| 5.  | 7 lipca 2012     | Klinek - Predklasteri |       | slalom          | Yukiyo Shintani    | Ilaria Sommavilla  | Ingrid Hirschhofer |
| 6.  | 8 lipca 2012     | Klinek - Predklasteri |       | gigant          | Ingrid Hirschhofer | Ilaria Sommavilla  | Yukiyo Shintani    |
| 7.  | 11 sierpnia 2012 | San Sicario           |       | supergigant     | Anna Lena Portmann | Yukiyo Shintani    | Adela Kettnerova   |
| 8.  | 12 sierpnia 2012 | San Sicario           |       | gigant          | Veronika Cvaskova  | Anna Lena Portmann | Yukiyo Shintani    |
| 9.  | 23 sierpnia 2012 | Dizin                 |       | gigant          | Kristin Hetfleisch | Magdalena Kotyzova | Daniela Krueckel   |
| 10. | 24 sierpnia 2012 | Dizin                 |       | supergigant     | Kristin Hetfleisch | Daniela Krueckel   | Ilaria Sommavilla  |
| 11. | 1 września 2012  | Rettenbach            |       | superkombinacja | Kristin Hetfleisch | Ilaria Sommavilla  | Petra Ivankova     |
| 12. | 2 września 2012  | Rettenbach            |       | slalom          | Ilaria Sommavilla  | Anna Lena Portmann | Petra Ivankova     |

## Klasyfikacja generalna (po 12 z 12 konkurencji)
| Lp. | Zawodniczka        | Punkty |
| --- | ------------------ | ------ |
| 1.  | Ilaria Sommavilla  | 895    |
| 2.  | Kristin Hetfleisch | 791    |
| 3.  | Daniela Krueckel   | 703    |
| 4.  | Ingrid Hirschhofer | 665    |
| 5.  | Magdalena Kotyzova | 565    |
| 6.  | Anna Lena Portmann | 525    |
| 7.  | Yukiyo Shintani    | 450    |
| 8.  | Petra Iwankowa     | 386    |
| 9.  | Dominika Dudikowa  | 362    |
| 10. | Adela Kettnerowa   | 249    |